# Dicranota (Dicranota) quadrihamata
Dicranota (Dicranota) quadrihamata is een tweevleugelige uit de familie Pediciidae. De soort komt voor in het Palearctisch gebied.